# Войськ
Войськ (пол. Wojsk, нім. Streitfelde, before 1939: Woysk) — село в Польщі, у гміні Ліпниця Битівського повіту Поморського воєводства.
Населення — 167 осіб (2011).
У 1975-1998 роках село належало до Слупського воєводства.

## Демографія
Демографічна структура станом на 31 березня 2011 року:
|          | Загалом | Допрацездатний вік | Працездатний вік | Постпрацездатний вік |
| -------- | ------- | ------------------ | ---------------- | -------------------- |
| Чоловіки | 92      | 20                 | 59               | 13                   |
| Жінки    | 75      | 17                 | 43               | 15                   |
| Разом    | 167     | 37                 | 102              | 28                   |